# Magüí Payán
Magüí Payán es un municipio colombiano ubicado en el departamento de Nariño, al suroccidente de la nación.

## Geografía
Su término municipal limita al norte con La Tola, al nordeste con El Charco, al sur con Barbacoas, al este con El Rosario, Policarpa y Cumbitara, al oeste con Roberto Payán y por el noroeste con Olaya Herrera. 
Se sitúa a 380 kilómetros de San Juan de Pasto, la capital del departamento.

## División Político-Administrativa
Además de su cabecera municipal, Magüí Payán tiene bajo su jurisdicción los siguientes centros poblados:
- Bellavista
- Alto Estero Seco (Las Palmas)
- Las Lajas
- Brisas de Hamburgo
- Campoalegre
- Guilpi Piragua
- Nansalbid
- Ricaurte

## Historia
La población fue fundada en 1871 y es municipio desde 1937. Tiene como patrono del pueblo a Jesús Nazareno y sus fiestas se realizan las primeras semanas de enero teniendo como día especial el 6 de enero, fecha en que se hace un recorrido por las principales calles del municipio.